# Phaenocarpa venusta
Phaenocarpa venusta är en stekelart som beskrevs av Marshall 1898. Phaenocarpa venusta ingår i släktet Phaenocarpa och familjen bracksteklar. Inga underarter finns listade i Catalogue of Life.